# Kannefater
Kannefater  var enligt Tacitus ett folk från den ingaevonska folkgruppen, som vid tiden för Kr.f. bodde vid västra kusten av nuvarande Holland. De antas senare ha gått upp i någon större folkstam i detta område, förmodligen friserna, som förblev bofasta där under hela folkvandringstiden.